# Koudougou
Koudougou este un oraș din Burkina Faso.